# Czekanów (gromada w powiecie gliwickim)
Czekanów – dawna gromada, czyli najmniejsza jednostka podziału terytorialnego Polskiej Rzeczypospolitej Ludowej w latach 1954–1972.
Gromady, z gromadzkimi radami narodowymi (GRN) jako organami władzy najniższego stopnia na wsi, funkcjonowały od reformy reorganizującej administrację wiejską przeprowadzonej jesienią 1954 do momentu ich zniesienia z dniem 1 stycznia 1973, tym samym wypierając organizację gminną w latach 1954–1972.
Gromadę Czekanów z siedzibą GRN w Czekanowie utworzono – jako jedną z 8759 gromad na obszarze Polski – w powiecie gliwickim w woj. stalinogrodzkim, na mocy uchwały nr 18/54 WRN w Stalinogrodzie z dnia 5 października 1954. W skład jednostki weszły obszary dotychczasowych gromad Czekanów i Szałsza ze zniesionej gminy Kamieniec w tymże powiecie. Dla gromady ustalono 14 członków gromadzkiej rady narodowej.
20 grudnia 1956 województwo stalinogrodzkie przemianowano (z powrotem) na katowickie.
31 grudnia 1960 z gromady Czekanów wyłączono parcele nr nr kat. 11–16, 61/10, 63/18 i 65/17 (karta mapy 2) oraz parcele nr nr kat. 2–6, 10–16, 20–23, 27 pół i 2 pół (karta mapy 3) z obrębu katastralnego Czekanów, włączając je do miasta Zabrza (miasto na prawach powiatu) w tymże województwie.
31 grudnia 1961 gromadę zniesiono, a jej obszar włączono do gromady Ziemięcice w tymże powiecie.